# أورا نمير
أورا نمير (بالعبرية: אורה נמיר‏) (1 سبتمبر 1930 - 7 يوليو 2019) سياسية ودبلوماسية إسرائيلية.
انتخبت عضوا في الكنيست الإسرائيلي من عام 1974 حتى عام 1996، ووشغلت منصب وزيرة البيئة ووزيرة العمل والرعاية الاجتماعية خلال التسعينيات.
وكانت سفيرة لدولة  إسرائيل في كل من  الصين و منغوليا.

## حياتها
ولدت أورا نمير في الخضيرة عام 1930، في فلسطين تحت الانتداب البريطاني. وشاركت كضابطة في الجيش الإسرائيلي خلال الحرب العربية الإسرائيلية عام 1948،  ثم درست الأدب القديم والأدب الإنجليزي في كلية هانتر في مدينة نيويورك.
تزوجت مردخاي نمير، وهو سياسي شغل منصب عمدة مدينة تل أبيب، وكذلك منصب وزير العمل، وكان يكبرها بـ 33 عاماً.
توفيت نمير في منزلها في تل أبيب في 7 يوليو 2019.

## روابط خارجية
- أورا نمير على الموقع الإلكتروني للكنيست